# Altamura
Altamura és un municipi italià, situat a la regió de la Pulla i a la Ciutat metropolitana de Bari. L'any 2022 tenia 69.855 habitants.

## Fills il·lustres[3]
- Angelo Ignannino (...?-1543) compositor i mestre de capella del renaixement italià.
- Luca De Samuele Cagnazzi, economista
- Saverio Mercadante (1795-1870), músic